# Melolobium velutinum
Melolobium velutinum är en ärtväxtart som beskrevs av Ernst Meyer. Melolobium velutinum ingår i släktet Melolobium och familjen ärtväxter. Inga underarter finns listade i Catalogue of Life.